# Anglesey Circuit
Der Anglesey Circuit (walisisch: Trac Môn) ist eine permanente Rennstrecke im Vereinigten Königreich.

## Überblick
Anglesey Circuit befindet sich nahe der Siedlung Tŷ Croes auf der Insel Anglesey im Nordwesten von Wales. Die Strecke liegt direkt an den Klippen der Südküste und bietet neben einem modernen Design auch einen spektakulären Blick auf die Irische See und die Berge des Snowdonia-Nationalparks.
Seit dem Neubau der Strecke in den Jahren 2006 und 2007 gehört der Anglesey Circuit zu den modernsten Rennstrecken im Vereinigten Königreich. Aufgrund der abgeschiedenen Lage und der hohen Wahrscheinlichkeit für Wind und Regen meiden jedoch populäre Rennserien die Strecke.
Anglesey wird aber gern für Veranstaltungen im Breiten- und Amateursport, für Fahrzeug- und Techniktests sowie für freies Fahren genutzt. Auch das britische Automagazin Fifth Gear, das 2002 von Tiff Needell und Vicki Butler-Henderson nach deren Ausstieg bei Top Gear gegründet wurde, nutzt den Anglesey Circuit für ihre Fahrzeugtests.

## Geschichte

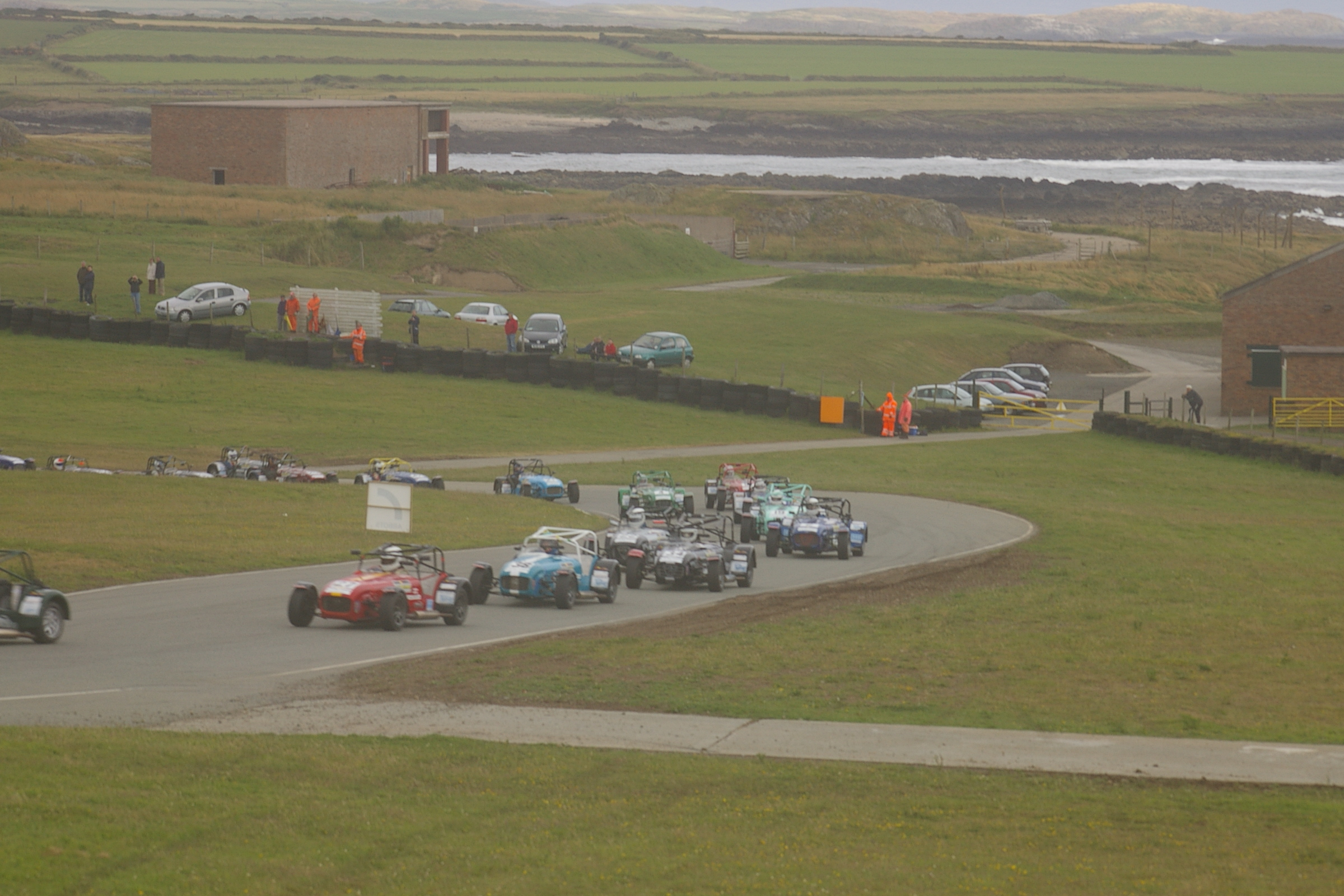
Caterham Seven auf dem alten Kurs

### Anfänge
Anders als bei vielen anderen Rennstrecken in Großbritannien, die auf ehemaligen Militärflugplätzen der RAF errichtet wurden, war am Anglesey Circuit früher kein Flugbetrieb. Das Gelände wurde bis in die 1990er Jahre vom Militär u. a. als Ausbildungsstätte für Artillerieeinheiten und als Radarstation genutzt. Im Oktober 1992 veranstaltete der Wirral 100 Club erste Motorradrennen auf der ehemaligen Militärbasis. Als Strecke dienten damals die Straßen und Wirtschaftswege der Basis. Es gab zwar so gut wie keine Funktionsgebäude, jedoch wurde die Oberfläche der Strecke sowie die gute Organisation gelobt. Nachdem die erste Veranstaltung ein Erfolg war, wurden in den folgenden Jahren weitere Rennen ausgetragen. Auch erste Autorennen sowie Rallycrossrennen, die sogar Teil der britischen Meisterschaft waren, wurden veranstaltet.

### Umbau
1997 wurde die Rennstrecke erweitert und umgebaut, um die nötige Lizenz zur Austragung diverser Rennen zu erhalten. Ein neuer Gebäudekomplex wurde errichtet und in die Menai-Gerade mehrere Schikanen eingebaut. Es wurde auch eine kleine Boxengasse eingerichtet, jedoch ohne fest installierte Garagen.

### Neubau
In den Jahren 2006 und 2007 wurde der Anglesey Circuit komplett erneuert. Von der alten Streckenführung wurde nur die Start-Ziel-Gerade und Beth’s Bend beibehalten. Für die neue Strecke wurden 300.000 Tonnen Mutterboden, 70.000 Tonnen Material für die Tragschicht und 50.000 Tonnen Asphalt bewegt. Zudem wurden 7.000 Meter Drainagerohr, 2.000 Meter Zäune, 10.000 Lastwagenreifen, 2.000 Meter Leitplanken und 9 Tonnen Gras- und Wildblumensamen verwendet. Es wurden insgesamt 5 Meilen Streckenmarkierungen aufgebracht und eine neue Boxenmauer errichtet.

## Veranstaltungen
Abgesehen von den großen britischen Motorsportveranstaltungen wie der BTCC oder der British GT Championship wird der Anglesey Circuit für viele kleinere Motorsportveranstaltungen, insbesondere im Amateurbereich, genutzt. Neben Rundstreckenrennen für Autos und Motorräder gibt es Sonderprüfungen für Rallyefahrzeuge, Driftwettkämpfe und Sprintrennen. Aufgrund der neuen Streckenführung können seit 2007 keine Rallycrossrennen mehr veranstaltet werden.

## Streckenlayouts

### Bis 2006

Streckenlayout bis 2006

Anfangs bestand der Anglesey Circuit ausschließlich aus den Straßen und befestigten Flächen des Militärstützpunktes. 1997 wurde die Streckenführung überarbeitet, u. a. wurden in die Menai-Gerade Schikanen eingebaut und eine Boxengasse errichtet. Bis zum großen Neubau ab 2006 blieb der Anglesey Circuit weitestgehend unverändert.

### Seit 2007
Seit dem Umbau in den Jahren 2006 und 2007 kann der Anglesey Circuit in vier verschiedenen Variationen befahren werden. Die Verkürzung der Strecke ermöglicht eine individuelle Nutzung, was den Anglesey Circuit nicht nur für Motorsportveranstaltungen, sondern auch für Automagazine und Fahrzeugtests interessant macht.
Die längste Variante ist International GP. Sie hat eine Länge von 3,38 km (2,10 mi) und zehn Kurven. Die Streckenbreite beträgt zwölf Meter und die Sicherheitsvorkehrungen und Auslaufzonen entsprechen modernen Standards. Auf dieser Streckenführung gibt es Bereiche für alle Geschwindigkeiten, von ganz langsam bis ganz schnell. Die Strecke folgt dem Gelände an der Küste von Wales und durch die Höhenunterschiede sind auch Bergaufpassagen zu durchfahren. Die Strecke kann für nahezu alle Automobil- und Motorradrennen genutzt werden und ist auch an vielen Stellen für Zuschauer gut einsehbar.
Coastal ist mit 2,49 km (1,55 mi) die zweitlängste Streckenvariante. Sie hat acht Kurven, gegenüber International GP sind die zwei langen Geraden sowie die Haarnadelkurve The Hairpin ausgespart. Dafür wird als kürzere Anbindung die sehr beliebte Corkscrew durchfahren. Coastal ist durch die Verkürzung für Fahrzeuge mit geringerer Motorleistung interessant, die theoretische Höchstgeschwindigkeit ist jedoch ähnlich wie auf International GP, da der Hochgeschwindigkeitsbereich mit den bis zu 10° überhöhten Kurven von Kurve 3 (Banking) über Kurve 4 (Church) und Kurve 5 (School) unverändert durchfahren wird.
National ist die einzige Variante, bei der noch Teile der ursprünglichen Streckenführung gefahren werden. National hat lediglich sechs Kurven und ist 1,93 km (1,2 mi) lang. Rennfahrer und Presse werten die School-Kurve als eine der herausforderndsten Hochgeschwindigkeitskurven in Großbritannien und Irland. Deshalb wurde School unverändert übernommen und National orientiert sich am alten Kurs mit vergleichbarer Länge und Charakteristik, wurde jedoch in Bezug auf die Streckenbreite, den Fahrbahnbelag und die Auslaufzonen stark verbessert. National gilt als eine der besten kurzen Rennstrecken im Vereinigten Königreich. Mit zwei langen Geraden, eine Haarnadelkurve, der schnellen Kurve School und der Kurvenkombination Rocket ist sie sehr anspruchsvoll.
Club ist mit 1,29 km (0,8 mi) die kürzeste Streckenführung des Anglesey Circuit. Mit der geringen Länge ist Club vor allem für Amateurveranstaltungen von (Motorsport-)Clubs interessant, bietet mit der zwölf Meter breiten Strecke, dem modernen Fahrbahnbelag, den Auslaufzonen und mehreren anspruchsvollen Passagen trotzdem ähnliche Voraussetzungen wie die längeren Varianten. Durch die geringe Länge bietet Club auch gute Trainingsmöglichkeiten. Club und National können unabhängig voneinander gleichzeitig betrieben werden.
Die lange Gerade Tom Pryce zwischen Corkscrew und The Hairpin ist nach Tom Pryce benannt. Dieser fuhr zwischen 1974 und 1977 Formel-1-Rennen und gilt mit zwei dritten Plätzen, 42 Weltmeisterschaftspunkten und einem zehnten Gesamtrang in der Saison 1975 als erfolgreichster walisischer Formel-1-Fahrer. Am 5. März 1977 kollidierte Pryce in Kyalami auf einem schwer einsehbaren Streckenabschnitt mit einem Streckenposten, beide verstarben bei dem Unfall.

Streckenführung „International GP“
Streckenführung „Coastal“
Streckenführung „National“
Streckenführung „Club“